# Dragon Ball Z: Budokai
 (mars 2020).
Si vous disposez d'ouvrages ou d'articles de référence ou si vous connaissez des sites web de qualité traitant du thème abordé ici, merci de compléter l'article en donnant les références utiles à sa vérifiabilité et en les liant à la section « Notes et références ».
Dragon Ball Z: Budokai (ドラゴンボールZ, Doragon bōru zetto, littéralement « Dragon Ball Z ») est un jeu vidéo de combat développé par Dimps sur l'univers de Dragon Ball Z. Le jeu est disponible depuis 2002 sur PlayStation 2 et depuis 2003 sur GameCube.

## Système de jeu

### Généralités
Le jeu reprend un système déjà utilisé depuis les épisodes sur Super Nintendo, à savoir que le joueur dispose de deux jauges : celle représentant sa santé, et celle représentant son Ki. Chaque attaque à base de vague d'énergie puisant dans cette dernière jauge. Le joueur peut accumuler jusqu'à sept jauges de Ki superposées.
Les techniques sont attribuées via l'équipement de capsules sur les personnages, chacun d'eux disposant de sept emplacements prévus à cet effet. Les coups spéciaux et les transformations comptent tous les deux comme des techniques prenant des emplacements. Ces derniers peuvent également servir à transporter des objets aux effets divers. Ils arrivent que certaines capsules nécessite d'autres capsules pour pouvoir être équipé (par exemple on ne peut équiper "Super Saïyen 2" sans avoir équipé au préalable "Super Saïyen", ce qui prend donc plus d'espace).
Les divers coups spéciaux se déclenchent en validant des enchaînements de coups précis qui sont établis dans une liste accessible à tout moment en cours de partie. Les coups spéciaux les plus puissants prennent la forme d'une petite cinématique en plein combat, l'adversaire ne pouvant plus du tout se défendre ou tenter d'esquiver lors de celle-ci.
Le joueur, lorsque son personnage le permet, peut se transformer pour augmenter ses caractéristiques d'attaque et de défense, si toutefois il dispose d'assez de jauges de Ki. Plus la transformation est puissante, plus il lui faut de jauges de Ki superposées, et plus ces jauges de Ki vont diminuer rapidement. Si le joueur se laisse tomber au sol (ou flotter dans les airs) à la suite d'un coup adverse sans réagir et que ses jauges de Ki sont en moins grand nombre que nécessaire pour activer la transformation, il sera dégradé au niveau de transformation précédent.

### Combattants
Le jeu propose 24 personnages disponibles au total (une fois que les personnages secrets ont été débloqués) :
- Son Goku
- Son Gohan enfant
- Son Gohan adolescent
- Vegeta
- Great Saiyaman
- Trunks du futur
- Piccolo
- Krilin
- Ten Shin Han
- Yamcha
- Mr. Satan
- Raditz
- Nappa
- Dodoria
- Zabon
- Reacum
- Ginyû
- Freezer
- C-16
- C-17
- C-18
- C-19
- Cell (Dragon Ball)

Non jouables en mode Duel
- Cell (absorbe Krillin)
- Cell Junior
- Saibaiman

### Modes de jeu
Le jeu propose sept modes de jeu, en référence aux sept Dragon Balls (chaque Dragon Ball représentant un mode). À noter que le septième mode de jeu doit être débloqué et n'est pas disponible par défaut.

#### Histoire
Ce mode de jeu permet d'effectuer des combats et des mini-jeux retraçant l'histoire originale de la série jusqu'au combat final contre Cell, à l'aide de scènes cinématiques nombreuses et très fidèle à la mise en scène de l'anime. La première fois, le joueur enchaîne certains chapitres à la suite pour une même période, débloquant au fur et à mesure le choix des chapitres. En arrivant au bout du scénario, il débloque de nouveaux chapitres à explorer mettant en scène Piccolo ou Vegeta par exemple, ainsi que des scénarios alternatifs.
En récompense de chaque combat, le joueur peut débloquer de nouveaux personnages, de nouvelles techniques ou obtenir des Dragon Balls s'il a de la chance.

#### Duel
Ce mode permet d'effectuer des combats libres selon quatre schémas possibles :
- Joueur 1 contre Joueur 2
- Joueur 1 contre I.A
- Joueur 2 contre I.A
- I.A contre I.A

#### Championnat du monde
Ce mode permet de participer au célèbre Tenkaichi Budôkai, dont le minimum de participants s'élève à huit personnages. Ce mode se déroule entièrement dans le décor approprié au Tenkaichi Budôkai, ce qui signifie que la règle du hors-ring est en vigueur : tout participant sortant de la surface du ring sera immédiatement déclaré vaincu. Le nombre de combats à remporter pour être champion, la difficulté (qui augmente au fur et à mesure du tournoi) et la valeur de la récompense en zénis dépend du type de championnat sélectionné :
- Novice : trois combats, 10 000 zénis pour le champion, 5000 pour le second.
- Initié : quatre combats, 30 000 zénis pour le champion, 15 000 pour le second.
- Maître : cinq combats, 50 000 zénis pour le champion, 25 000 pour le second.

La victoire dans certains types de championnats peut également débloquer les personnages de Mr. Satan (Initié) et Great Saiyaman (Maître).

#### Entraînement
Ce mode permet de s'entraîner indéfiniment avec le personnage et l'adversaire désiré. Le joueur peut régler de nombreux paramètres relatifs à l'affichage et au comportement adverse pour pouvoir analyser l'effet de ses attaques au cours de multiples situations.

#### Éditer techniques
Un mode permettant de multiples fonctions :
- Accès à la liste des techniques acquises jusque-là.
- Gestion des techniques disponibles pour chaque personnage.
- Accès au magasin de Mr. Popo pour acheter des techniques ou des Dragon Balls si le joueur a la chance d'en voir apparaître à la vente.
- Accès aux Dragon Balls pour invoquer Shenron lorsque les sept sont réunis et obtenir ainsi la technique "Percée" pour un personnage (permettant à celui-ci d'utiliser tous les coups spéciaux au niveau maximum, bien qu'empêchant en contrepartie l'utilisation d'objets).
- Permet d'échanger des techniques entre deux joueurs possédant tous les deux une sauvegarde du jeu.
- Accès à un didactiel expliquant tout sur l'attribution de techniques.

#### Options
Ce mode permet de régler divers paramètres pour le confort du joueur, tels que la difficulté, la position et la luminosité de l'écran, etc.

#### La légende de Mr. Satan
Ce mode secret permet de jouer avec Mr. Satan au cours du Cell Game lors d'un scénario où celui-ci doit vaincre tous les guerriers présents à cet événement dans des conditions parfois rudes. Chaque combat est entrecoupé de commentaires de Mr. Satan sur son adversaire. Les performances du joueur lui rapportent plus ou moins de points. Le but est de gagner un maximum de points pour ensuite les comparer avec d'autres joueurs possédant le jeu. Il existe trois niveaux de difficulté pour ce mode.
- Novice.
- Initié.
- Maître.

## Scénarios alternatifs
L'une des particularités du mode « Histoire » est de proposer des scénarios alternatifs dans lesquels le joueur peut incarner l'ennemi de la période explorée : Vegeta lors de l'attaque des Saiyans, Freezer lors de l'exploration de Namek et Cell pour la saga des cyborgs. Les événements s'y déroulant dévient de l'histoire originale pour montrer ce qui se serait passé dans certaines circonstances.

### Scénario alternatif de Vegeta
Ce scénario spécial prend la forme d'un mode « Survie », la santé de Vegeta n'est donc pas rétablie entre chaque combat. Les événements dépeignent ce qui serait arrivé si Vegeta avait éprouvé des sentiments pour Nappa.
Dès le début, la conversation entre Son Goku et Vegeta est différente, le prince des Saïyens déclarant clairement à Son Goku qu'il va lui faire payer le prix fort pour la mort de Nappa et Son Goku rétorquant qu'il ne s'est pas gêné lui non plus pour prendre la vie de ses amis. Vegeta, déchaîné par la rage qu'il éprouve dans ce scénario, parvient à tuer Son Goku, Krilin et Son Gohan n'arrivant pas à temps pour lui porter secours.
Vegeta, considérant également ceux-ci comme responsables de la mort de Nappa, s'en prend à Krilin et le tue, avant de proposer à Gohan, en tant que dernier Saïyen survivant, de se joindre à lui et de devenir son nouveau coéquipier. Le jeune garçon, sans surprise, refuse catégoriquement de s'allier avec un monstre pareil, et Vegeta le combat et l'élimine à son tour.
Yajirobé, qui était caché dans les alentours pour observer l'affrontement, tente courageusement d'approcher Vegeta sans faire de bruit pour lui asséner un coup de sabre mortel, mais le prince des Saïyens n'a aucun mal à détecter sa présence. Agréablement surpris par sa sournoiserie, il lui propose de devenir son nouveau coéquipier, mais Yajirobé rétorque qu'il ne veut pas finir comme Nappa. Le souvenir de son ami lui revenant en tête, Vegeta est envahi par la colère et se transforme en Super Saïyen. Il observe alors sa nouvelle apparence, étonné d'un tel changement.

### Scénario alternatif de Freezer
Ce scénario montre ce qui se serait passé si Freezer avait tué directement tous les héros avant que Son Goku ne puisse se rétablir et venir à leur secours. Celui-ci, ayant pu sentir l'aura de chacun de ses compagnons disparaître pendant son rétablissement, arrive sur le champ de bataille fou de rage et se transforme en Super Saïyen sous le regard effrayé de Freezer. Celui-ci ne se démonte pas pour autant et parvient, non sans mal, à tuer le Super Saïyen dont parlait la légende.
Essoufflé mais on ne peut plus satisfait de la tournure des événements, il sourit, révélant ainsi qu'il lui manque désormais une dent à la suite de la bataille intense qui a eu lieu. Il retourne dans son vaisseau et fait exploser la planète Namek, conscient que plus rien ni personne ne peut l'arrêter désormais. Il décide ainsi de la prochaine planète dont la population doit être exterminée : la Terre. Le vaisseau s'enfonce ainsi dans l'espace, le rire machiavélique de Freezer résonnant. On peut toutefois noter une incohérence par rapport à la série, c'est que Porunga rend Freezer immortel avant son départ alors qu'il n'avait pas formulé le vœu en Namek.

### Scénario alternatif de Cell
Ce scénario montre ce qui se serait passé si Krilin avait protégé C-18 de l'absorption.
Au départ, le scénario se déroule comme l'original, Cell parvenant à absorber C-17. Mais au moment d'absorber C-18, Krilin se précipite sur elle et la pousse brusquement, prenant sa place. Cell, aussi effrayé soit-il à l'idée qu'il est en train d'absorber Krilin, ne peut pas stopper le processus et la métamorphose commence. Il incarne désormais ce qui ressemble à un petit Cell avec des textures rappelant les caractéristiques de Krilin.
Yamcha et Ten Shin Han, qui étaient là en tant qu'observateur, perçoivent la diminution très nette de la puissance de Cell à la suite de cette évolution ratée, et décident de venger leur ami Krilin. Cell, qui se retrouve confronté à Yamcha dans un combat loin d'être facile, n'en revient pas d'être tombé aussi bas. Il s'apprête à achever Yamcha mais Ten Shin Han intervient et utilise sa nouvelle version du Kikoho, détruisant Cell une fois pour toutes.
C'est alors que le véritable Cell du scénario original se réveille. Il se trouve sur le ring qu'il a construit, au cours des dix jours qu'il a donné aux héros pour se préparer. Il a fini par s'endormir, et tout ça n'était en fait qu'un cauchemar. Le scénario se conclut sur Cell constatant que dix jours était peut-être un délai trop long finalement...
Bien qu'il ne soit jamais particulièrement montré que Cell ait dormi et fait un cauchemar dans l'histoire originale, il s'agit du seul scénario à pouvoir être intégré dans celle-ci, car cela n'apporte aucune incohérence avec le reste des évènements : il n'est pas impossible que Cell ait dormi et rêvé pendant les dix jours d'attente.

## Accueil

### Critique
- Jeux vidéo Magazine : 12/20 (PS2)[1]
- Jeuxvideo.com : 15/20 (PS2)[2] - 15/20 (GC)[3]
- Gamekult.com : 7/10 (PS2)